# Brachypelma hamorii
Brachypelma hamorii är en spindelart som beskrevs av Tesmoingt, Cleton och Verdez 1997. Brachypelma hamorii ingår i släktet Brachypelma och familjen fågelspindlar. Inga underarter finns listade.